# Kardos György (újságíró)
Kardos György (eredetileg Kastreiner György, (Budapest, 1918. október 20. – Budapest, 1985. december 27.) magyar újságíró, a Magvető Könyvkiadó igazgatója, korábban államvédelmi, illetve hírszerzőtiszt.

## Fiatalkori évei
Kispolgári családból származott, apja, Kastreiner Vilmos színházi szabó volt, később egy kis jelmezkölcsönző boltot nyitott.
Kardos György a Berzsenyi Gimnáziumba járt, ahol belépett a Szociáldemokrata Párt ifjúsági tagozatába, majd az azon belül illegálisan működő kommunista sejtbe. A KIMSZ akcióiban való részvételéről a rendőrség értesítette az iskolát, ezért még az érettségi előtt kicsapták. Kereskedősegédként helyezkedett el, mellékállásban 1938-ig a Magyar Hétfő című lap újságírójaként dolgozott. Szélsőbaloldali tevékenységéért többször letartóztatták, megjárta a Horthy-korszak börtöneit.
Zsidó származása miatt 1940-42 között munkaszolgálatos volt. 1943-ban újra behívót kapott, a második világháború végét a theresienstadti koncentrációs táborban érte meg.

## A háború után

### Államvédelmisként (1945–1950)
1945 májusának végén tért vissza Magyarországra. Rögtön belépett az MKP-ba, de érdemeire való tekintettel párttagságát 1938-tól eredeztették. A VI. kerületi pártbizottságon helyezkedett el adminisztrátorként. 1945. augusztusától Pálffy György személyes felkérésére a Honvédelmi Minisztérium (HM) Katonapolitikai Osztályán polgári alkalmazott nyomozóként dolgozott. 1946. januártól augusztusig a székesfehérvári ezrednél a nyomozócsoport vezetőjeként megszervezte a defenzív osztályt. 1946-47-ben Magyar Közösség perére alakult nyomozócsoport vezetője, a koncepció egyik kidolgozója és kivitelezője. 1947-ben került hivatásos állományba, előbb századosi, majd őrnagyi rendfokozatot kapott. 1948. október 1-jén alezredessé léptették elő.
Barátja és példaképe, Pálffy altábornagy letartóztatásakor nem kételkedett annak ártatlanságában, ugyanakkor azt hitte, hogy Farkas Mihály és Péter Gábor Rákosi és a szovjet vezetés tudta és beleegyezése nélkül folytatták üzelmeiket. Kardos rendszeresen meglátogatta a fogságban lévő – majd a Rajk-perben kivégzett – Pálffy feleségét, anyagilag is segítette a családot.
1949 végétől alezredesi rendfokozatban az Államvédelmi Hatóságnál (ÁVH) a katonai elhárítás főosztályvezetőjének helyettese lett, de Pálffy Györgyhöz fűződő kapcsolata miatt 1950 tavaszán eltávolították a testülettől. A Friss Újságnál talált állást olvasószerkesztőként.

### Letartóztatása, börtönbüntetése (1950–1954)
1950. október 3-án letartóztatták, s az Andrássy út 60. alatti épületbe vitték. Az első kihallgatások után a váci fegyház „fegyelmi osztályára” került, ahol – hogy beismerő vallomást kényszerítsenek ki belőle – többször megkínozták, gumibottal verték a talpát és a tenyerét, a heréit ököllel ütötték. Néhány hónappal később volt beosztottjával, Berkesi Andrással együtt a Gyorskocsi utcába, a politikai rendőrség vizsgálati osztályára szállították. A katonai bíróság Andó tanácsvezető és Béres ügyész részvételével 1951 márciusában feljelentési kötelezettség elmulasztása és szolgálati titoksértés miatt a kiszabható maximális, hét és fél éves börtönbüntetésre ítélte. Az ítélet kihirdetése után Kardos Györgyöt visszaszállították Vácra, ahonnan csak később került a Kozma utcai Gyűjtőfogházba. Beosztásából eredő hatalmát használva – korábban – feltehetőleg megmentette az ugyancsak ott raboskodó, 1949-ben letartóztatott Aczél György, a volt Baranya megyei első titkár életét.

### Szabadulás, reaktiválás, ötvenhat (1954–1961)
A Katonai Felsőbíróság 1954. október 28-án hozott, KATF 00187/954 jelű határozatában bűncselekmény hiányában minden korábbi vád alól felmentette. Polgári jogait helyreállították, visszakapta katonai rendfokozatát és párttagsági könyvét. Először az Egyesült Izzóban betanított marósként, majd a vendéglátóiparban helyezkedett el.
1956-ban Kardos igent mondott egy reaktiválási ajánlatra, és visszament az önállóságától 1953-ban megfosztott, és a Belügyminisztériumba beolvasztott Államvédelmi Hatósághoz.
1956 októberének végétől, 2-300 fős csapatával a Belügyminisztérium József Attila utcai szárnyát védte a felkelők ellen, ezért később megkapta a Szocialista Hazáért érdemrendet.
1956 után ezredesként, a HM határon túli katonai hírszerzés osztályán szolgált. 1959-től többször kérelmezte szolgálati állományon kívül helyeztetését.

### Könyvkiadóként (1961–1985)
1961-ben néhány hónapig a Medicina Kiadó, majd október 6-ától haláláig a Magvető Könyvkiadó igazgatója volt. A Magvető pár éven belül a kor legsikeresebb magyar vállalatainak egyikévé nőtte ki magát, olyan magyar íróknak biztosított rendszeres megjelenési lehetőséget, mint Berkesi András, Csurka István, Gyurkó László, Moldova György, Szabó Magda, Esterházy Péter, Szentkuthy Miklós, Ottlik Géza, Weöres Sándor. Kertész Imre regénye, a Sorstalanság kiadását azonban visszautasította.
Egyik legsikeresebb vállalkozása az Albatrosz Könyvek sorozat megindítása volt 1963-ban, amely színvonalas kortárs – nyugati és szocialista – bűnügyi és kalandregények közreadására szakosodott. A kötetek egynémelyike a százezres példányszámot is túllépte (s ezáltal részben a kortárs magyar irodalmat is "eltartotta". amely jellemzően jóval szerényebb volumenben fogyott).

### Halála
Kardos Györgynek érelmeszesedése volt, utolsó éveiben több súlyos műtéten esett át. 1985. december 27-én hátsófali infarktust kapott, a Kútvölgyi úti kórházban órákon át küzdöttek az életéért, de már nem tudták megmenteni. Bennfentes irodalmárok szerint a Magvető vezetőjeként "ledolgozta", amit ávósként elkövetett Magyarország ellen.

## Művei
- Kopjások (Berkesi Andrással, Bp., 1959)